# Adolf Feszty

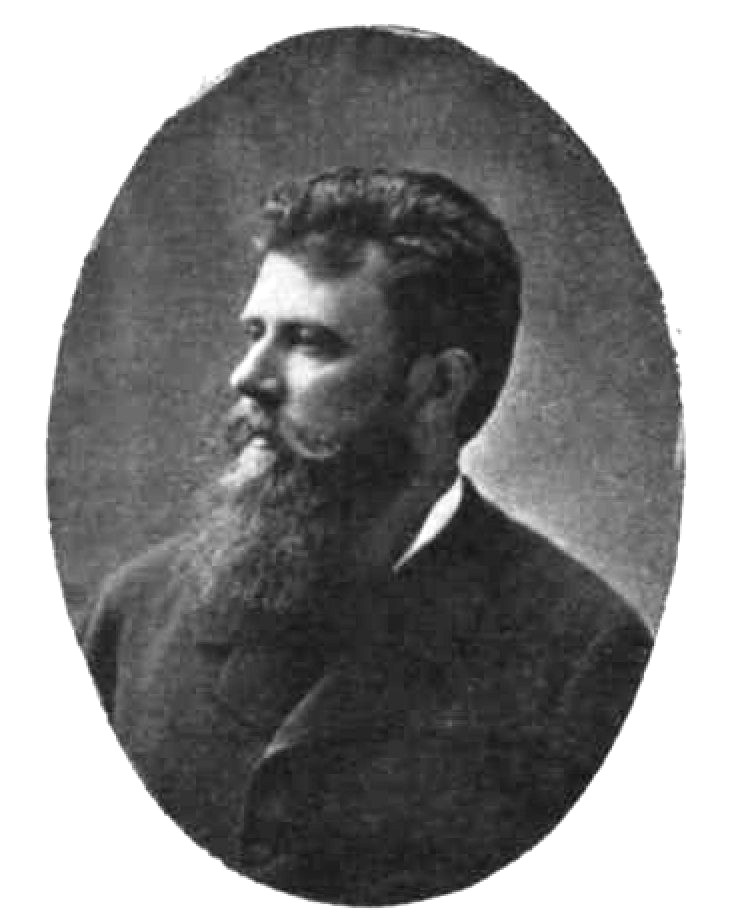
Adolf Feszty, 1900

Adolf Feszty, seit 1887 Feszty von Martos (bis 1868 Adolf Rehrenbeck * 17. August 1846 in Ógyalla, Komitat Komorn; † 26. Februar 1900 in Budapest) war ein ungarischer Architekt und Politiker.

## Leben
Feszty wurde 1846 als eines von sieben Kindern des Szilveszter Rehrenbeck geboren; zu seinen Brüdern gehörte der Maler Árpád Feszty (1856–1914). Seine Familie magyarisierte ihren Namen 1868 von Rehrenbeck zu Feszty. König Franz Joseph I. adelte sie 1887 mit dem Namenszusatz von Martos.
Nach Besuch der Schulen in Komárom und Pozsony studierte Feszty Naturwissenschaften in Wien und kam dort mit den Werken des Architekten Gottfried Semper in Berührung. Anschließend schrieb er sich für ein Architekturstudium am Züricher Polytechnikum ein, wo Semper lehrte. Nach Beendigung der Studien eröffnete Feszty 1871 ein Architekturbüro in Budapest. Die Aufstrebende Großstadt entwickelte sich damals zu einer Weltstadt, wofür viele repräsentative Gebäude und Prachtstraßen errichtet wurden. Feszty gestaltete in der Folgezeit zahlreiche Palais, die meisten davon auf der Andrássy út. Von 1887 bis 1892 war er als Mitglied der Liberalen Partei Reichstagsabgeordneter für den Wahlkreis Tata. 1890 zog er sich aufgrund einer Herzkrankheit von der Arbeit zurück und starb 53-jährig in Budapest. Er wurde auf dem Új köztemető beerdigt.

## Werke (Auswahl)

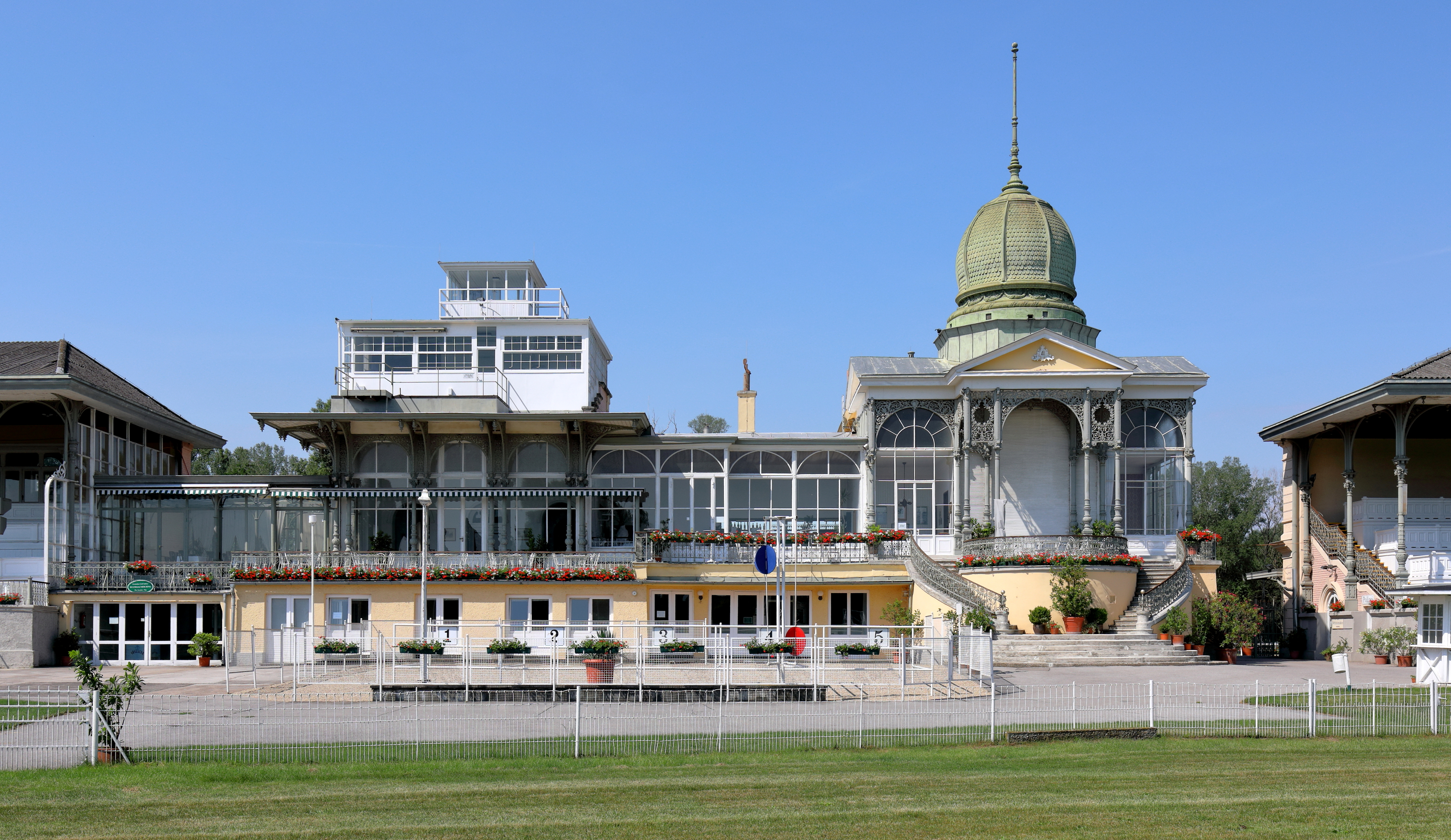
Hof-Tribüne

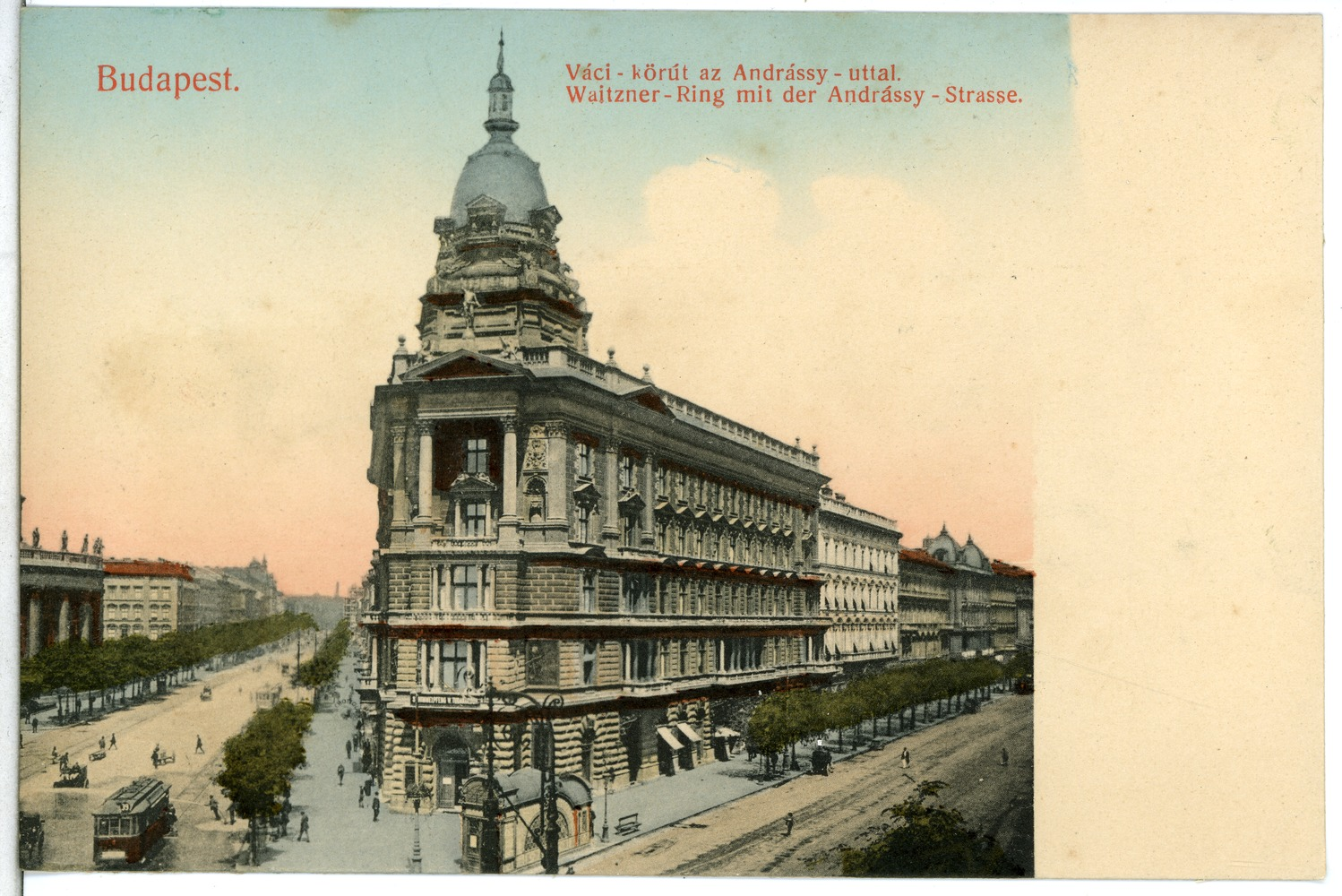
Palais Fonciére

- Hof-Tribüne der Galopprennbahn Freudenau, Wien (1870)
- Palais Pázmándy, Andrássy út 46 (1874)
- Haris-Bazar, Budapest (1876–1878), 1910 abgerissen
- Tribüne der Pferderennbahn in Pest, Budapest (1878)
- Palais Dessewffy, Andrássy út 78 (1878)
- Palais Schossberger, Andrássy út 8 (1880)
- Palais Tafler, Andrássy út 35 (1880)
- Haus des Terrors, Andrássy út 60 (1880)
- Palais Politzer, Andrássy út 17 (1881)
- Palais Teleky, Andrássy út 72 (1881)
- Palais Pulitzer, Andrássy út 15 (1882)
- Palais Fonciére, Andrássy út 2 (1882)
- Palais Stern, Andrássy út 10 (1884)